# 県道185号 (台湾)
県道185号（けんどう185ごう）は、屏東県高樹郷大津から同県枋寮郷を結ぶ、全長68.885kmの台湾の県道である。台24線と県道187号のそれぞれと重複区間がある。また、中央山脈の西側に沿ってルートを構築するので、「沿山公路（えんさんこうろ）」の別称で呼ばれる。

## 通過する自治体
- 屏東県
  - 高樹郷
  - 三地門郷
  - 内埔郷
  - 瑪家郷
  - 万巒郷
  - 新埤郷
  - 枋寮郷

## 接続する道路
- 台27線
- 台24線
- 台24線
- 県道187号
- 県道187号
- 県道185甲線
- 台1線

## 施設
- 広興国小学校
- 三地門大橋
- 内埔高級農工職業学校
- 隘寮国小学校
- 涼山トンネル
- 餉潭大橋

## 支線

### 甲線
県道185号甲線（けんどう185ごうこうせん）は、屏東県新園郷から同県来義郷を結ぶ、全長計19.472kmの台湾の県道である。

#### 通過する自治体
- 屏東県
  - 新園郷
  - 潮州鎮
  - 万巒郷
  - 来義郷

#### 接続する道路
- 台27線
- 国道3号（高架橋に下の道路）
- 県道187線
- 県道189線
- 県道189号
- 県道187号
- 台1線
- 県道187乙線
- 県道185号